# 冰原歷險記3：恐龍現身
《冰川时代3》（英語：Ice Age: Dawn of the Dinosaurs），是2009年美國動畫電影，由藍天工作室製作的《冰原歷險記》和《冰原歷險記2》續集電影，二十世紀福斯發行，由卡洛斯·沙丹哈執導。

## 情節
長毛象蠻尼（manny）和伊麗（Ellie）即將產下新生兒，自蠻尼家族被獵人獵殺後，蠻尼渴望組個完美且安全的家庭即將實現，並當一個好爸爸。同時，劍齒虎狄亞哥（Diego）發覺自己逐漸失去本能，體力不堪負荷，連隻羚羊都追不上，決定獨自離開，讓自己活得更像隻老虎。喜德（Sid）忌妒蠻尼和伊麗即將的小家庭，意外地掉進冰層底下，擅自「領養」三顆被遺棄的蛋。蠻尼警告喜德物歸原主，但喜德不聽勸告，隔天早上那些蛋孵出了小暴龍寶寶。
喜德試圖扶養三隻小恐龍，基於暴龍獸性的本能仍是嚇壞了其他動物小孩，也將蠻尼為他即將出生的小蠻尼製作的遊樂場破壞殆盡。母暴龍猛瑪（Momma）發現蛋被喜德偷走，很快地將他的恐龍小孩連同喜德叼走，帶入冰層底下的恐龍世界。蠻尼、伊麗、狄亞哥、負鼠可拉鼠（Crash）和愛迪（Eddie）跟隨著母暴龍的腳印，找到冰穴進入牠們認為早已滅絕的恐龍叢林，始終在牠們的腳底下。此刻，突然遭到甲龍的攻擊，狄亞哥奮力與之搏鬥，最後他們藉由腕龍滑下懸崖，這時出現瘋狂的黃鼠狼獨眼巴克（Buck），而他們也在獨眼巴克的領導下展開尋找喜德的冒險。劇末一行人遭到使巴克受傷成獨眼的仇人兼好友巨型重爪龍魯迪（Rudy）攻擊，最後母暴龍猛瑪出現並將其擊敗。獨眼巴克發現被猛瑪打下懸崖的魯迪並沒有死，於是選擇和蠻尼一行人道別，和魯迪一起待在屬於恐龍時代的地心。

## 配音員
| 配音             | 配音     | 配音     | 配音     | 角色                                     |
| 美國             | 台灣     | 香港     | 大陸     | 角色                                     |
| ---------------- | -------- | -------- | -------- | ---------------------------------------- |
| 雷·羅曼諾        | 趙樹海   | 應昌佑   | 劉風     | 蠻尼（Manny），长毛象                    |
| 約翰·李古查摩    | 唐從聖   | 李璨琛   | 翟巍     | 喜德（Sid），树懒                        |
| 丹尼斯·利瑞      | 乾德門   | 少爺占   | 程玉珠   | 狄亞哥（Diego），斯劍虎                  |
| 西恩·威廉·史考特 | 張宇豪   | 林海峰   |          | 可拉鼠（Crash）                          |
| 乔希·佩克        | 張譽鐘   | 林曉峰   | 刘钦     | 愛迪（Eddie）                            |
| 拉蒂法女皇       | 林美秀   | 官恩娜   | 狄菲菲   | 伊麗（Ellie）                            |
| 西蒙·柏奇        | 阮經天   | 陸永     | 王肖兵   | 巴克（Buck）                             |
| 克里斯·韦奇      | 使用原音 | 使用原音 | 吳磊     | 鼠奎特（Scrat），斯劍松鼠                |
| 凯伦·狄歇爾      | 使用原音 | 使用原音 | 使用原音 | 斯克萊塔（Scratte）                      |
| 比爾·哈德        |          |          |          | 羚羊（Gazelle），羚羊                    |
| 喬伊·金          |          |          |          | 河狸女孩（Beaver Girl），河狸            |
| 珍·林奇          |          |          |          | 冠恐鳥媽媽（Diatryma Mom），冠恐鳥       |
| 克莉絲汀·薇格    |          |          |          | 矮胖的河狸媽媽（Pudgy Beaver Mom），河狸 |
| 卡洛斯·沙尔丹哈  |          |          |          | 恐龍寶寶（Dinosaur Babies），恐龙        |
| 卡洛斯·沙尔丹哈  |          |          |          | 不會飛的鳥（Flightless Bird），鳥        |
| 尤妮絲·崔        |          |          |          | 梅蒂森（Madison），冠恐鸟                |
| 麥樂·弗拉納甘    |          |          |          | 土豚媽媽（Aardvark Mom），土豚           |
| 克莉·路易斯      |          |          |          | （Start Mom）                            |
| 戴薇塔·帕里克    |          |          |          | 客串（Addition Voices）                  |

## 反響

### 專業評價
爛番茄新鮮度46%，基於162條評論，平均分為5.41/10，而在Metacritic上得到50分，IMDB上得7分，評價兩極。

### 票房
台灣方面，最終全台票房為新台幣1.4億元。

## 相關文獻
1. ↑  陳泓銘. . 蘋果日報. 2009-12-23  [2018-02-28]. （原始内容存档于2018-02-24）.

## 外部連結
- 互联网电影数据库（IMDb）上《冰原歷險記3：恐龍現身》的资料（英文）
- 大卡通資料庫上《冰原歷險記3：恐龍現身》的資料（英文）

- 爛番茄上《冰原歷險記3：恐龍現身》的資料（英文）
- Metacritic上《冰原歷險記3：恐龍現身》的資料（英文）
- Box Office Mojo上《冰原歷險記3：恐龍現身》的資料（英文）
- AllMovie上《冰原歷險記3：恐龍現身》的资料（英文）
- Yahoo奇摩電影上《冰原歷險記3：恐龍現身》的資料（繁體中文）
- 開眼電影網上《冰原歷險記3：恐龍現身》的資料（繁體中文）
- 时光网上《冰原歷險記3：恐龍現身》的資料（简体中文）
- 豆瓣电影上《冰原歷險記3：恐龍現身》的資料 （简体中文）